# Astwell Castle
Astwell Castle är ett slott i Storbritannien.   Det ligger i grevskapet Northamptonshire och riksdelen England, i den södra delen av landet, 90 km nordväst om huvudstaden London. Astwell Castle ligger 127 meter över havet.
Terrängen runt Astwell Castle är platt. Runt Astwell Castle är det ganska tätbefolkat, med 160 invånare per kvadratkilometer. Närmaste större samhälle är Banbury, 15,9 km väster om Astwell Castle. Trakten runt Astwell Castle består till största delen av jordbruksmark.